# Ransom Canyon (Teksas)
Ransom Canyon je gradić u američkoj saveznoj državi Teksas. Prema popisu stanovništva iz 2010. u njemu je živjelo 1.096 stanovnika.